# 朝彦親王日記
『朝彦親王日記』（あさひこしんのうにっき）は、江戸時代末期の政治家・皇族久邇宮朝彦親王の日記である。7巻20冊。
日記は元治元年（1864年）7月15日に始まり、慶応3年（1867年）9月29日に終わっている。この間、元治元年11月、12月の2か月間の記事を欠いている。
同年7月19日の禁門の変に先立つこと4日前に始まり、慶応3年10月14日の討幕の密勅降下と将軍徳川慶喜の大政奉還奏請という大事件の僅か半月前に終わっているこの日記は、幕末史研究の重要な史料である。ことに朝彦親王は宮廷内にあって一会桑政権の重鎮として活躍していたので、政局の動向を知る上で貴重である。
自筆日記は焼失したが、臨時帝室編修局に写本があり、さらに維新史料編纂会が副本を作成し、これを底本として日本史籍協会叢書版で、『朝彦親王日記　一・二』が、1929年（昭和4年）に刊行され、1969年（昭和44年）には復刻された（なお1982年（昭和57年）に、東京大学出版会で再出版）。付録として『芸州御下行御日波類』が収められている。